# Kardama
Kardama, Kardama Muni (dewanagari कर्दम, trl. kārdama) – jeden z synów Brahmy, wielki starożytny natchniony mędrzec indyjski (maharyszi - dewanagari महर्षि trl. maharṣi, ang. Maharishi).

## Pochodzenie i postacie powiązane

### Pochodzenie
- Jest jednym z pradźapatich (dewanagari प्रजापति, trl. prajāpati,  ang. Prajapati, tłum. pan stworzeń, praojciec ludzkości, obrońca życia) oraz manasaputra - zrodzonym z umysłu Brahmy. Brahma  powołał go do istnienia swoim pragnieniem, aby towarzyszył mu w procesie tworzenia. Zadaniem pradźapatich jest zapełnienie naszej planety istotami.
- W Puranach można odnaleźć podania, iż Kardama został zrodzony z cienia Brahmy.

### Żony i potomstwo
- Brahma w początkowym okresie tworzenia w celu zwiększenia populacji wszechświata podzielił swoje ciało na dwie części. Jedna część, to męski aspekt kreacji znany jako Swajambhuwa Manu (dewanagari स्वायम्भुव मनु, trl. svāyambhuva manu, ang. Svayambhuva Manu). Druga część, to żeński aspekt kreacji znany jako Śatarupa (dewanagari शतरूप, trl. śatarūpa, ang. Shatarupa, tłum literalnie śata-rūpa = posiadająca sto form). Z ich seksualnego związku zrodziła się Dewahuti (dewanagari देवहूति, trl. devahūti, ang. Devahuti) i jej rodzeństwo: dwóch braci Prijawrata (dewanagari प्रियव्रत, trl. priyavrata, ang. Priyavrata) i Uttanapada (dewanagari उत्तानपादज, trl. uttānapādaja, ang. Uttanapada) oraz dwie siostry Akuti (dewanagari आकूति, trl. ākūti, ang. Akuti) i Prasuti (dewanagari प्रसूति, trl. prasūti, ang. Prasuti). Kardama Muni, będąc jednym z pierwszych synów Brahmy na polecenie swojego ojca, wraz z żoną Dewahuti również brali udział w zaludnianiu świata.
- Ze związku Kardamy Muniego i Dewahuti zrodzonych zostało 9 córek i jeden syn:

| L.p. | imię córki | transliteracja pisma dewanagari                             | imię męża  |
| ---- | ---------- | ----------------------------------------------------------- | ---------- |
| 1    | Kala       | dewanagari कला, trl. kalā, ang. Kala                         | Marići     |
| 2    | Khjati     | dewanagari ख्याति, trl. khyāti, ang. Khyati                    | Bhrygu     |
| 3    | Śraddha    | dewanagari श्रद्धा, trl. śraddhā, ang. Shraddha                | Angiras    |
| 4    | Hawirbhu   | dewanagari हविर्भू, trl. havirbhū, ang. Havirbhu               | Pulastja   |
| 5    | Gati       | dewanagari गति, trl. gatī, ang. Gati                         | Pulaha     |
| 6    | Krija      | dewanagari क्रिया, trl. kriyā, ang. Kriya                      | Kratu      |
| 7    | Anasuja    | dewanagari अनसूया, trl. anasūyā, ang. Anasuya                 | Atri       |
| 8    | Arundhati  | dewanagari अरुन्धती, trl. arundhatī, ang. Arundhati            | Wasisztha  |
| 9    | Śanti      | dewanagari शान्ति, trl. śānti, ang. Shanti, Santhi lub Shanthi | Atharwa    |
| 10   | Kalipa     | dewanagari स्वाहा, trl. kapila, ang. Kapila                    | jedyny syn |

## Recepcja w literaturze hinduistycznej
Według Bhagawatapurany, gdy Brahma poprosił jednego ze swych synów Kardamę o to aby wziął udział w jego dziele zaludniania świata, ten aby godnie wypełnić prośbę ojca przez dziesięć tysięcy lat spełniał pokuty na brzegu rzeki Saraswati. Wisznu widząc determinację i oddanie Kardamy udzielił mu swego błogosławieństwa. Wskazał Kardamie, jako godną jego osoby, córkę Swajambhuwa Manu o imieniu Dewahuti dla której on będzie właściwym mężem. Dewahuti była nagrodą dla maharsziego Kardamy za jego wieloletnie pokuty. Wiszu obiecał Kardamie, iż spłodzi dziewięć wspaniałych córek, które zostaną żonami wybitnych mędrców i również będą miały swój udział w zaludnianiu świata. Kardama miał spłodzić również jednego syna, który stanie się kolejnym wcieleniem Wisznu. W stosownym czasie, po spełnieniu prośby Brahmy, Kardama Muni udał się ponownie do lasu aby doskonalić się w samorealizacji, zostawiając Dewahuti pod opieką Wisznu zrodzonego w ciele ich syna Kapili. Kapila opiekując się swoją matką nauczył ją jogicznych technik, dzięki którym Dewahuti osiągnęła mukti.